# 9,10-Dithioanthracène
9,10-Dithioanthracène (DTA) est un composé organique et un dérivé de l'anthracène possédant deux groupes thiol. Le DTA possède la propriété d'avancer en ligne droite sur une surface métallique, imitant le mouvement bipédique d'un être humain,. Les groupes thiol localisés des deux côtés jouent le rôle de pieds pour la molécule. Lorsque le composé est chauffé sur une plaque de cuivre, les groupes thiol se soulèvent alternativement et font avancer la molécule.